# Jan-Felix Schrape

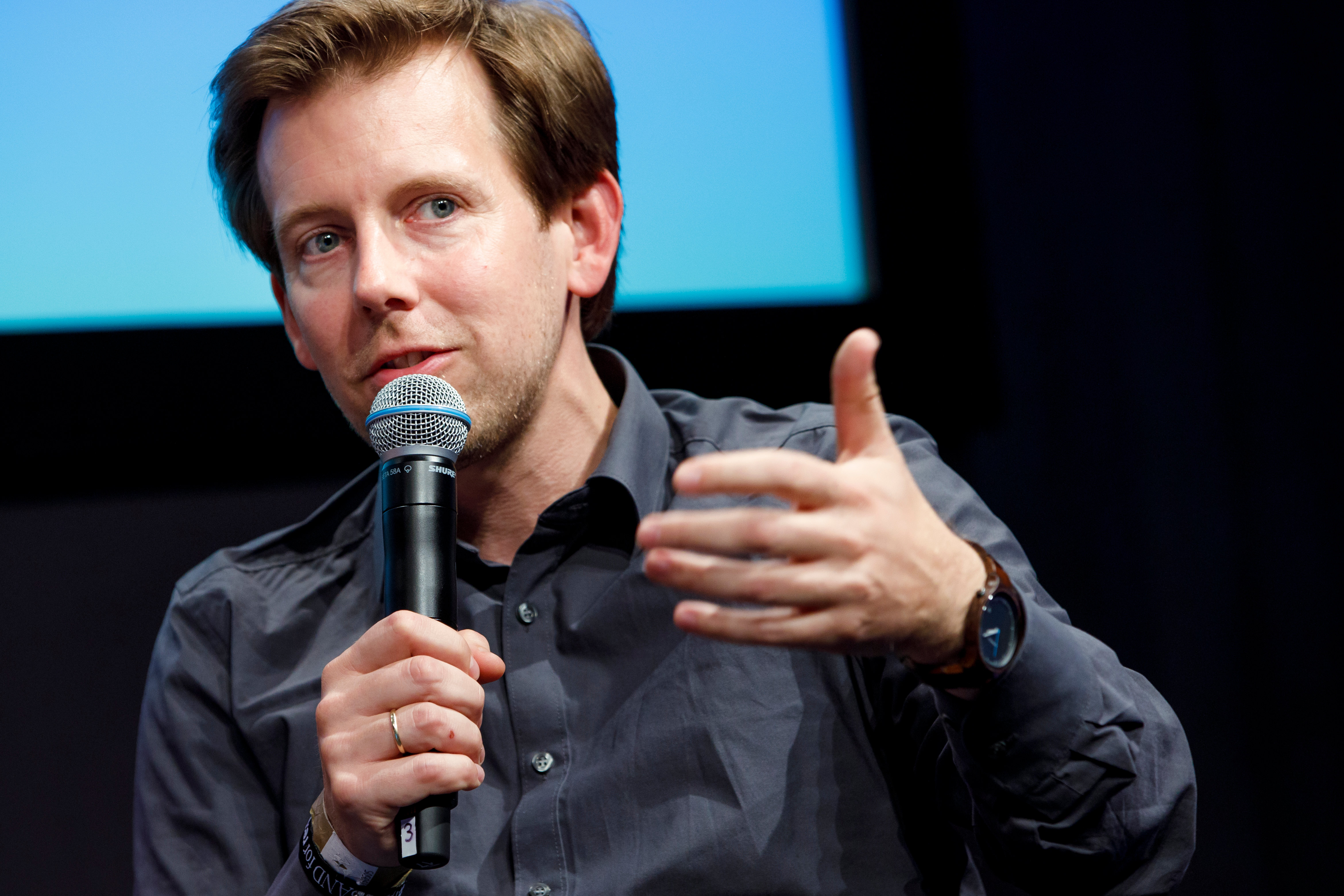
Jan-Felix Schrape, 2019

Jan-Felix Schrape (* 20. April 1979 in Lörrach) ist ein deutscher Soziologe.

## Leben
Nach dem Abitur am Hebel-Gymnasium Lörrach studierte Schrape von 2000 bis 2005 Soziologie, Wirtschaftsgeschichte und Kognitionswissenschaft an der Albert-Ludwigs-Universität Freiburg. In der Folge war er als Marketing-Manager und Lehrbeauftragter tätig und wurde 2010 an der Universität Regensburg zum Dr. phil. promoviert. 2018 erfolgte die Habilitation in Soziologie an der Universität Stuttgart. Seit 2010 forscht und lehrt Schrape am Institut für Sozialwissenschaften der Universität Stuttgart, führt u. a. im Forschungsverbund Digitalisierung, Mitbestimmung, gute Arbeit der Hans-Böckler-Stiftung Projekte zur digitalen Transformation der Gesellschaft durch und war 2015 bis 2017 Mitglied des Arbeitskreises Soziologie im durch das Bundesministerium für Bildung und Forschung geförderten interdisziplinären Projekt Assessing Big Data. Von Oktober 2018 bis September 2019 vertrat Schrape den Lehrstuhl für Soziologie an der Universität Hohenheim. Schrape ist seit September 2018 im Vorstand der Sektion Wissenschafts- und Technikforschung der Deutschen Gesellschaft für Soziologie (DGS); von April 2020 bis Mai 2023 war er deren Sprecher. Von 2021 bis 2022 lehrte Schrape im Rahmen einer Gastprofessur am Human Technology Center der RWTH Aachen. Seit Oktober 2022 ist er außerplanmäßiger Professor am Institut für Sozialwissenschaften der Universität Stuttgart.
Schwerpunkte der wissenschaftlichen Publikationen von Jan-Felix Schrape sind Mediensoziologie, Techniksoziologie und Innovationsforschung sowohl aus handlungstheoretischer als auch systemtheoretischer Perspektive. Schrape gilt als Experte für die Themenfelder Digitale Transformation, Big Data, Kollektives Handeln im Internet, gesellschaftliche Wirklichkeitskonstruktion und Open Source. Seine Arbeiten wurden u. a. von Deutschlandfunk Kultur, DRadio Wissen, Deutschlandfunk Nova,Die Welt, L’Espresso, und der Funke Mediengruppe reflektiert.

## Schriften (Auswahl)
- Technik und Gesellschaft: Eine kurze Einführung. Reclams Universal-Bibliothek 14676. Ditzingen, Reclam 2025, ISBN 978-3-15-014676-7. ()
- Artificial Intelligence and Social Action. A techno-sociological contextualization. Research Contributions to Organizational Sociology and Innovation Studies 2025-03, ISSN 2191-4990. ()
- Digital technology and the promise of decentralization. A reconstruction of popular visions, their origins and their narrative patterns, in: Knewitz, Simone / Mueller, Stefanie (Eds.): The Aesthetics of Collective Agency. Corporations, Communities and Crowds in the Twenty-First Century. Bielefeld 2024. doi:10.1515/9783839468159.
- Digitale Medien und Wirklichkeit. Eine aktuelle Einführung in den operativen Konstruktivismus. Reihe Einsichten: Springer Essentials. Wiesbaden, Springer VS 2023, ISBN 978-3-658-43020-7. ()
- (mit Ulrich Dolata): Platform companies on the internet as a new organizational form. A sociological perspective in: Innovation: The European Journal of Social Science Research 36, 2023, doi:10.1080/13511610.2023.2182217.
- (mit Ulrich Dolata): Plattform-Architekturen. Strukturation und Koordination von Plattformunternehmen im Internet in: Kölner Zeitschrift für Soziologie und Sozialpsychologie 74, 2022, doi:10.1007/s11577-022-00826-7.
- Digitale Transformation. Reihe Einsichten: Themen der Soziologie. Bielefeld, Transcript/UTB 2021, ISBN 978-3-8252-5580-0. ()
- (mit Jasmin Schreyer): Plattformzentrierte Arbeitskoordination im kommerziellen und kooperativen Fahrradkurierwesen. In: Arbeit 30(4), 2021, doi:10.1515/arbeit-2021-0020.
- Verteilte Innovationsprozesse: Collective Invention – User Innovation – Open Innovation, in: Blättel-Mink, Birgit u. a. (Hg.): Handbuch Innovationsforschung. Heidelberg 2021. doi:10.1007/978-3-658-17671-6_22-1.
- (mit Marc Mölders): Digital Deceleration. Protest and Societal Irritation in the Internet Age. In: Österreichische Zeitschrift für Soziologie 44(S1), 2019, doi:10.1007/s11614-019-00354-3.
- Open-source projects as incubators of innovation: From niche phenomenon to integral part of the industry. In: Convergence: The International Journal of Research into New Media Technologies, 2019, doi:10.1177/1354856517735795.
- The Promise of Technological Decentralization. A Brief Reconstruction. In: Society, 2019, doi:10.1007/s12115-018-00321-w.
- (mit Ulrich Dolata): Collectivity and Power on the Internet. A Sociological Perspective. London/Chan: Springer 2018, ISBN 978-3319784137. ()
- (mit Ulrich Dolata): Kollektivität und Macht im Internet, Wiesbaden, Springer VS 2018, ISBN 978-3658179090. ()
- (mit Karolin Kappler, Lena Ulbricht, Johannes Weyer): Societal Implications of Big Data. In: KI – Künstliche Intelligenz, 2018, doi:10.1007/s13218-017-0520-x.
- (mit Sascha Dickel): The Logic of Digital Utopianism. In: Nano Ethics 11(1), 2017, doi:10.1007/s11569-017-0285-6.
- Open-Source-Projekte als Utopie, Methode und Innovationsstrategie, Glückstadt, VWH 2016, ISBN 978-3864880896. ()
- (mit Ulrich Dolata): Masses, Crowds, Communities, Movements: Collective Action in the Internet Age. In: Social Movement Studies 15(1), 2016, doi:10.1080/14742837.2015.1055722.
- (mit Ulrich Dolata): Kollektives Handeln im Internet. Eine akteurtheoretische Fundierung in: Berliner Journal für Soziologie 24(1), 2014, doi:10.1007/s11609-014-0242-y.
- (Hrsg. mit Ulrich Dolata): Internet, Mobile Devices und die Transformation der Medien, Berlin, Edition Sigma 2013, ISBN 978-3836035880.
- Social Media, Massenmedien und gesellschaftliche Wirklichkeitskonstruktion in: Berliner Journal für Soziologie 21(3), 2011, doi:10.1007/s11609-011-0160-1.
- Neue Demokratie im Netz?: Eine Kritik an den Visionen der Informationsgesellschaft, Bielefeld, Transcript 2010, ISBN 978-3837615333.